# H.I.P. H.O.P.
H.I.P. H.O.P. était une émission de télévision française diffusée sur TF1, conçue et animée par Sidney, qui a diffusé la culture Hip-hop en France et l'a rendue populaire.

## Histoire
Après avoir fait ses preuves sur Radio 7, où il présente à partir de 1981 une émission consacrée au hip hop, Sidney est appelé par Marie-France Brière, ancienne présidente de Radio 7 et nouvelle directrice des programmes de TF1 qui lui demande d'apporter de nouvelles émissions sur la chaîne.
L'émission, diffusée en 1984, est, au niveau mondial, la première émission entièrement hip-hop (rap et break dance). Sa présentation était rappée en partie et H.I.P. H.O.P. est la première émission de télévision française présentée par un animateur noir. Outre Sidney (rappeur, mais aussi danseur, en particulier lors des directs), l'émission a accueilli de nombreux invités, les plus importants du moment, tels que The Tribe, The Breaks, The Art Of Noise, Sugarhill Gang, Kurtis Blow, Herbie Hancock, Afrika Bambaataa, Madonna, venue y interpréter Holiday, de prestigieuses troupes de danseurs, et, comme invités réguliers, le graffeur new-yorkais Futura 2000 ou les Paris City Breakers. Parmi les jeunes adolescents « breakant » sur le plateau ou présents dans le public se trouvent des figures du rap contemporain (JoeyStarr ou Stomy Bugsy par exemple).

## Générique
- Année : entre le 14 janvier et le 19 décembre 1984, avec une interruption durant l'été
- Horaire : le dimanche à 14h20 juste avant Starsky et Hutch, puis reprogrammé en septembre le mercredi, d'où une baisse d'audience car ne bénéficiant plus de la locomotive Starsky et Hutch et la décision d'arrêter deux mois plus tard[7]
- Durée de diffusion : 43 éditions.
- Chaine : TF1
- Productrice :  Laurence Touitou
- Conseillère artistique : Sophie Bramly
- Animé par : Sidney
- Réalisation : Gabriel Cotto

## Documentaires
En 2019, Arte diffuse une web-série documentaire, constituée de dix épisodes de huit minutes environ, qui revient sur l'histoire de H.I.P. H.O.P. comme l'un des points de départ du mouvement hip-hop.

## Disques
- H.I.P. H.O.P. : L'émission mythique de Sidney, Universal/ULM 2001 (compilation, avec Afrika Bambaataa, Break Machine, Davy DMX, G.L.O.B.E. & Whiz Kid, Grandmaster Flash, Herbie Hancock, Kurtis Blow, LL Cool J, Man Parrish, Rock Steady Crew, Sugarhill Gang, The Art of Noise, The Tribe, West Street Mob)
- HIP HOP, version originale du générique (P. Duteil / F. Montabord), CBS 1984 (45t), ref. CBS4293
- Sidney : Let's Break (smurf) (featuring Black & white & co) (P. Duteil / F. Montabord), Clever / Carrère / Pianola Music 1984 (45t)